# Zbigniew Zaleski
Zbigniew Franciszek Zaleski (n. 29 aprilie 1947, Rogoziniec⁠(d), Gmina Zbąszynek⁠(d), Voievodatul Lubusz, Polonia – d. 31 august 2019) a fost un om psiholog și politic polonez, membru al Parlamentului European în perioada 2004-2009 din partea Poloniei.
1. 1 2  Deputații în Parlamentul European